# Etrumeus
Chi Cá lầm mắt mỡ (danh pháp khoa học: Etrumeus) là một chi cá lầm trong họ Dussumieriidae.

## Các loài
Hiện tại có 07 loài được ghi nhận trong chi này:
- Etrumeus acuminatus Gilbert, 1890
- Etrumeus golanii DiBattista, J. E. Randall & Bowen, 2012[2]
- Etrumeus makiawa J. E. Randall & DiBattista, 2012[3]
- Etrumeus micropus (Temminck & Schlegel, 1846): Cá lầm mắt mỡ.
- Etrumeus sadina (Mitchill, 1814) (Red-eye round herring)
- Etrumeus whiteheadi Wongratana, 1983 (Whitehead's round herring)
- Etrumeus wongratanai DiBattista, J. E. Randall & Bowen, 2012[2]